# Lichuan (cheval)
Pour l’article homonyme, voir Lichuan (homonymie).
Le Lichuan (chinois simplifié : 利川马 ; chinois traditionnel : 利川馬 ; pinyin : Lìchuān mǎ) est une race chevaline originaire du Lichuan, au Sud-Ouest de la province de Hubei, en Chine. Ce petit cheval adapté au travail dans sa région d'origine était nécessaire aux exploitations agricoles. Très commun dans les années 1980, il est désormais rare.

## Histoire
Le Hubei a toujours été intimement lié à l'élevage des chevaux, ces animaux étant nécessaires au transport des marchandises en montagnes. Le Lichuan tient son nom d'une ville-district de Hubei. L'arrivée de l'insémination artificielle, en 1958, joue un rôle capital dans l'évolution de la race, des centres de reproduction étant créés. Cependant , la population de la race connaît un déclin extrêmement rapide dès les années 1970, entraînant un phénomène de consanguinité. Dans les années 1980, les fonctionnaires chinois organisent l'élevage du Lichuan pour servir dans l'agriculture. La Chine compte environ 10 000 de ces chevaux à cette époque.

## Description
Il forme la plus grande des races de poneys du Sud-Ouest : l'étude de l'université d'Oklahoma donne une moyenne générale de 1,22 m. Les mesures enregistrées sur la base de données DAD-IS donnent une moyenne de 1,26 m chez les mâles et 1,19 m chez les femelles, pour un poids moyen respectif de 292 et 277 kg.
Ce sont de petits chevaux compacts, à la constitution remarquablement solide. La tête est assez lourde, avec un profil rectiligne. Les yeux et les naseaux sont larges. Les oreilles sont droites. L'encolure est de longueur moyenne, le garrot plutôt haut. La poitrine est bien développée, les côtes sont arrondies. Le dos et le rein sont courts et à niveau. La croupe est inclinée, avec une queue attachée bas. Les articulations sont solides, les tendons bien développés, le pied très solide. Les antérieurs sont droits, mais les postérieurs sont souvent clos. Les crins sont longs et abondants.
Toujours de robe unie, il peut être gris, bai, alezan ou noir. Le tempérament est considéré comme doux et aimable.
Son appartenance au groupe des poneys du Sud de la Chine est désormais prouvée par les études génétiques qui le rapprochent d'autres races de chevaux présentes le long du fleuve Yangzi Jiang, avec le Baise, le Debao, le Wenshan, le Guizhou, le Luoping, le Jinjiang et le Dali,. Elles ont démontré l’existence de nombreuses lignées maternelles chez la race.

## Utilisation
Cette race est capable de transporter une charge de 36 à 72 kg sur 18 à 48 km, à une vitesse moyenne de 9,6 km/h et sans repos prolongé, ce qui représente une performance impressionnante au regard du format de l'animal. Bon nombre de Lichuan élevés en montagne étaient vendus en plaine pour le travail agricole.

## Diffusion de l'élevage
C'est une race chinoise native. Le Lichuan a connu un déclin rapide et important entre 1979 (130 000 têtes comptabilisées) et 2005, où seuls entre 18 et 1 532 chevaux sont comptabilisés pour la FAO. Le risque d'extinction qui pèse sur la race a été reconnu par les chercheurs chinois. Bien que le nombre de naissances soit toujours en diminution (2005), le format et la taille de la race ont augmenté ces dernières années. Étonnamment, d'après l'évaluation de la FAO réalisée en 2007, ce cheval n'est pas menacé d'extinction.